# Čude
Čude (en cyrillique : Чуде) est un village de Bosnie-Herzégovine. Il est situé dans la municipalité d'Olovo, dans le canton de Zenica-Doboj et dans la fédération de Bosnie-et-Herzégovine. Selon les premiers résultats du recensement bosnien de 2013, il compte 32 habitants.

## Géographie
Le village est longé par la rivière Stupčanica où elle forme la gorge de Čude ; depuis 1965, cette gorge est classée parmi les réserves de paysages naturels de Bosnie-Herzégovine,.

## Démographie

### Évolution historique de la population
| 1948 | 1953 | 1961 | 1971 | 1981 | 1991 | 2013 |
| ---- | ---- | ---- | ---- | ---- | ---- | ---- |
| -    | -    | 204  | 186  | 181  | 172  | 32   |

|  |